# John Henry Clarke
John Henry Clarke (1853-1931) fue un homeópata y escritor inglés, conocido también por su antisemitismo. Dirigió The Britons, una organización antisemita inglesa.

## Obra
Libros sobre la homeopatía
- A Bird's Eye View of the Organon
- A Dictionary of Domestic Medicine and Homeopathic Treatment
- Catarrh, Colds and Grippe
- Cholera, Diarrhea and Dysentery
- Clinical Repertory
- Clinical Repertory (ed. india)
- Constitutional Medicine
- Dictionary of Practical Materia Medica, 3 v. (ed. británica)
- Dictionary of Practical Materia Medica, 3 v. (ed. india)
- Diseases of Heart and Arteries
- Grand Characteristics of Materia Medica
- Gunpowder As A War Remedy
- Hahnemann and Paracelsus
- Homeopathy Explained
- Indigestion-Its Causes and Cure
- Non-Surgical Treatment of Diseases of Glands and Bones
- Prescriber
- Prescriber (ed. india)
- Radium As An Internal Remedy
- The Revolution in Medicine
- The Therapeutics of Cancer
- Therapeutics of the Serpent Poisons
- Tumours
- Un Diccionario De Materia Médica Practica (3 v.)
- Whooping Cough

Libros políticos
- Call of the Sword, London, Financial News, 1917
- Under the Heel of the Jew, London: C. F. Roworth, 1918